# Carla Obradors Llobet
Carla Obradors Llobet (Manresa, 1987) és una química catalana, investigadora del departament Discovery Process Research de Janssen Pharmaceutica, una empresa farmacèutica de Johnson & Johnson, amb seu a Bèlgica.
Filla de l'investigador de ciència de materials, Xavier Obradors Berenguer, Carla Obradors Llobet va interessar-se per la ciència per influència del seu pare. Va estudiar química orgànica a la Universitat Autònoma de Barcelona i després de treballar becada un estiu a l'Institut Català d'Investigació Química de Tarragona, s'hi va quedar per fer-hi el doctorat, que va obtenir el 2014 a la Universitat Rovira i Virgili. La seva tesi tracta d'algunes aplicacions de l'or com a catalitzador.
Durant una breu etapa va treballar al Scripps Research Institute, on afirma que va descobrir una visió «molt més atrevida i trencadora de fer ciència».
Ha estat investigadora postdoctoral al Max-Planck-Institute für Kohlensforshung a Mülheim (Alemanya), on va treballar en el desenvolupament de nous mètodes per preparar compostos d'interès acadèmic, farmacèutic o en materials.